# Federico II de Baden-Eberstein
Federico II, margrave de Baden-Eberstein (m. 22 de junio de 1333) fue el margrave que gobernó Baden-Eberstein desde 1291 hasta su muerte. Era hijo de Germán VII de Baden e Inés de Trunhendingen (m. después del 15 de marzo de 1309).
Se casó dos veces. Antes del 16 de octubre de 1312 con Inés de Weinberg (m. 3 de mayo de 1320). Después de enviudar, se casó con Margarita de Vaihingen (m. 1348). Tuvo los siguientes hijos:
- Germán IX (m. 13 de abril de 1353), casado antes del 3 de junio de 1341 con Matilde de Vaihingen (m. 13 de abril de 1381)
- Federico
- Inés (m. 1361), abadesa de Lichtenthal
- Irmgarda, monja en la abadía de Lichtenthal
- María, monja en la abadía de Lichtenthal

Su hijo Germán IX era de su primer matrimonio. No queda claro a qué matrimonio corresponde cada uno de los otros hijos.